# Condado de Essex (Virginia)
El condado de Essex (en inglés: Essex County) es un condado en el estado estadounidense de Virginia. En el censo de 2000 el condado tenía una población de 9.989 habitantes. La sede del condado es Tappahannock. El condado fue formado en 1692 a partir de una porción del condado de Rappahannock. El condado pudo haber sido nombrado en honor al condado de Essex en Inglaterra o en honor al Conde de Essex.

## Geografía
Según la Oficina del Censo, el condado tiene un área total de 740 km² (286 sq mi), de la cual 668 km² (258 sq mi) es tierra y 73 km² (28 sq mi) (9,84%) es agua.

### Condados adyacentes
- Condado de Westmoreland (norte)
- Condado de Richmond (noreste)
- Condado de Middlesex (sureste)
- Condado de King and Queen (sur)
- Condado de Caroline (oeste)
- Condado de King George (noroeste)

### Áreas protegidas nacionales
- Rappahannock River Valley National Wildlife Refuge

## Demografía
En el  censo de 2000, hubo 9.989 personas, 3.995 hogares y 2.740 familias residiendo en el condado. La densidad poblacional era de 39 personas por milla cuadrada (15/km²). En el 2000 había 4.926 unidades unifamiliares en una densidad de 19 por milla cuadrada (7/km²). La demografía del condado era de 57,96% blancos, 39,04% afroamericanos, 0,55% amerindios, 0,81% asiáticos, 0,03% isleños del Pacífico, 0,32% de otras razas y 1,28% de dos o más razas. 0,72% de la población era de origen hispano o latino de cualquier raza. 
La renta promedio para un hogar del condado era de $37.395 y el ingreso promedio para una familia era de $43.588. En 2000 los hombres tenían un ingreso medio de $29.736 versus $22.253 para las mujeres. La renta per cápita para el condado era de $17.994 y el 11,20% de la población estaba bajo el umbral de pobreza nacional.

## Ciudades y pueblos
| - Brays Fork - Bowler's Wharf - Butylo - Caret - Center Cross | - Champlain - Chance - Dunbrooke - Dunnsville - Hustle | - Laneview - Loretto - Miller's Tavern - Tappahannock - Wares Wharf |